# 대한민국 민법 제725조
대한민국 민법 제725조는 종신정기금 계약의 의의에 대한 민법 채권법 조문이다. 본 조는 1958년 2월 22일 법률 제471호로 제정되었으며, 1960년 1월 1일부터 시행되었다.

## 조문
제725조(종신정기금계약의 의의) 종신정기금계약은 당사자 일방이 자기, 상대방 또는 제삼자의 종신까지 정기로 금전 기타의 물건을 상대방 또는 제삼자에게 지급할 것을 약정함으로써 그 효력이 생긴다.

第725條 (終身定期金契約의 意義)終身定期金契約은 當事者一方이 自己, 相對方 또는 第三者의 終身까지 定期로 金錢 其他의 物件을 相對方 또는 第三者에게 支給할 것을 約定함으로써 그 效力이 생긴다.

## 판례
- 2021년 1월 5일, 법원이 세월호 참사로 사위를 잃은 가족에게 위자료 1000만원을 지급하라고 판결했다.[1]
- 계약의 특별한 소멸사유를 정하여 특정인의 사망 전에 그 특별한 사유가 발생한 경우에는 계약이 소멸하는 것으로 정한 경우에도 종신정기금계약의 성질을 잃지 않는다.[2]

## 같이 보기
- 종신정기금